# Min (909-945)
909–945
Entités précédentes :
- Dynastie Tang

Entités suivantes :
- Tang du Sud
- Yin
- Wuyue

Le royaume de Min (chinois : 閩 ; chinois simplifié : 闽国 ; chinois traditionnel : 閩國 ; pinyin : Mǐn) est l'un des Dix Royaumes qui dominent le sud de la Chine pendant la Période des Cinq Dynasties et des Dix Royaumes. Il existe de 909 à 945 et se situe dans une région montagneuse recouvrant la plus grande partie de l'actuelle province chinoise du Fujian. Il est fondé par Wang Shenzhi, qui établit sa capitale dans la ville de Fuzhou.

## Histoire

### Fondation
Après avoir combattu sous les ordres de Wang Xu (en), le chef d'une révolte paysanne, Wang Chao (en) se débarrasse de ce dernier et prend le contrôle du circuit de Fujian pour son propre compte. Une fois établi, il fait allégeance à la dynastie Tang, qui le récompense en publiant un décret le nommant officiellement gouverneur de ce circuit en 893. Ce même décret rebaptise ce circuit Weiwu (威武) et nomme Wang Shenzhi (en), le frère cadet de Chao, gouverneur adjoint. Selon les chroniques historiques chinoises, Chao se révèle un excellent gestionnaire, ce qui lui vaut d’être promu jiedushi, soit gouverneur militaire, en 896. Il profite peu de temps de cette promotion, car il tombe malade en 897 et meurt en 898. Contrairement aux usages en vigueur à l'époque, il ne laisse pas son poste à un de ses fils, mais désigne Wang Shenzhi comme successeur. Après quelques hésitations, Shenzi accepte et la Cour des Tang n'a pas d'autre choix que de le nommer officiellement jiedushi. En 909, soit deux ans après l'effondrement de la dynastie Tang, Shenzhi s'autoproclame prince de Min et fonde le royaume de Min.

### Premières années
À peine monté sur le trône, le nouveau prince impose un style de gouvernement très personnel. Vivant de manière frugale, il porte souvent des chaussures de chanvre et vit dans une demeure aux dimensions relativement modestes. Il assouplit les sanctions du Code Tang et pratique des taux d'imposition bas. Selon les chroniques historiques chinoises, cette politique permet de remplir les caisses de l'État, tout en assurant le calme et la prospérité du royaume.
Mais, en plus de sa politique intérieure, Shenzi doit gérer une situation géopolitique compliquée. Si le royaume de WuYue, au nord, est assez calme, le Wu, à l'ouest, et les Han du Sud, au sud, sont plus turbulents. Sans compter qu'il doit se positionner par rapport à la nouvelle dynastie des Liang postérieurs, qui a renversé les Tang et se pose en successeur des anciens maitres de la Chine. Concernant les Liang, Shenzi s'est reconnu comme étant leur vassal dès 907 et lorsqu'il s'autoproclame Prince, il n'a aucun mal à ce que son titre soit reconnu officiellement par ses nouveaux suzerains. Dans le même temps, il rompt toute relation diplomatique avec le Wu, qui ne reconnaît pas la légitimité des Liang., En 916, il donne sa fille en mariage au prince du Wuyue, ce qui détend les relations diplomatiques entre les deux royaumes. En 923, les Liang postérieurs sont renversés par Li Cunxu, qui fonde la dynastie des Tang postérieurs. Prenant acte de ce changement, Wang Shenzi se reconnaît vassal des nouveaux maîtres du nord de la Chine, qui le couvrent de titres prestigieux en retour. A contrario, les relations avec les Han du Sud restent conflictuelles et en 924, Shenzi doit repousser une tentative d'invasion du Min par ces derniers.
Shenzi meurt en 925 et c'est son fils Wang Yanhan (en) qui lui succède.

### Les successeurs
À peine arrivé au pouvoir, Yanhan doit mater la rébellion de Chen Ben (陳本), le gouverneur du Zhou de Ting (汀州). Si, au début, il se comporte en parfait vassal des Tang postérieurs, Yanhan profite de l'instabilité politique qui règne dans le nord pour s'autoproclamer roi en 926 et prendre ainsi ses distances avec ses suzerains. Il se met à agir de façon arrogante et suffisante et traite ses frères de manière distante. Finalement, son règne s’achève au bout de quelques mois, quand ses frères le tuent et que l'un d'entre eux, Wang Yanjun (en), monte sur le trône.
Le nouveau roi se met à promouvoir le bouddhisme, incitant les gens à devenir moines, sans pour autant rejeter le taoïsme car il se fait moine taoïste, le temps d'une retraite spirituelle, entre 931 et 932, après qu'un de ses conseillers lui ait promis qu'une telle retraite ferait de lui un empereur pendant 60 ans. Cependant, sa santé précaire nourrit les ambitions de ses frères et il est même obligé d'affronter et tuer l'un d'entre eux, nommé Wang Yanbing, en 931, pour rester au pouvoir. Si, au début, Yanjun tente de normaliser les relations avec les Tang postérieurs, il devient rapidement arrogant et, voyant que certaines de ses exigences restent lettre morte, il arrête de leur verser un tribut et se proclame empereur en 933. Arrogant, mais pas stupide, il connaît bien la faiblesse militaire de son royaume et tente malgré tout de conserver des relations assez cordiales avec ses voisins. Après un règne agité, marqué par un style de vie très fastueux, il meurt dans son palais en 935, victime d'un coup d'état perpétré par son fils Wang Jipeng (en), qui monte sur le trône.
Le premier geste de Jipeng est de renoncer au titre d'empereur et de se présenter comme un vassal et simple jiedushi à la Cour des Tang postérieurs. Ces derniers acceptent ce nouveau dirigeant qui donne l'impression de rentrer dans le rang, même si, dans les faits, Jipeng garde le train de vie et le style de gouvernement d'un empereur. Ainsi, il n'hésite pas à accorder des amnisties générales qui sont, normalement, un privilège du gouvernement central. Tombant dans les mêmes travers que ses prédécesseurs, Jipeng devient arrogant, se lance dans un politique de construction de palais encore plus fastueux que ceux de son père et se choisit un favori, nommé Chen Shouyuan, qui devient son bras droit de facto . Pour financer son train de vie, il multiplie les taxes diverses. En termes de relations étrangères, lorsque les Tang sont renversés par la dynastie des Jin postérieurs, il contacte ces derniers en leur envoyant une lettre où il demande implicitement à traiter d'égal à égal avec les nouveaux dirigeants du nord. Lorsque ces derniers refusent, tout aussi implicitement, en lui octroyant un "simple" titre de roi, il rompt toutes les relations diplomatiques avec eux et arrête de leur verser un tribut. Son règne s'achève comme il a commencé, par un coup d'État organisé en 939 par son oncle Wang Yanxi (en),.
Le règne de Yanxi commence comme celui de son neveu faire la paix avec ses voisins du nord, en envoyant une lettre aux Jin postérieurs, où il se présente comme un simple vassal et accepte le titre de roi que ces derniers avaient octroyé à son prédécesseur. Mais, comme le précédent souverain de Min, s'il fait mine de rentrer dans le rang, il continue de vivre et d'agir comme un empereur de Chine. Une fois son pouvoir affirmé, le nouveau roi du Min devient arrogant, licencieux, cruel et méfiant envers les autres membres du clan impérial Wang. Ainsi, quand son frère cadet Wang Yanzheng lui écrit pour lui suggérer d'adopter une conduite plus en adéquation avec son rang, Yanxi le prend très mal et met son frère sous surveillance. En 940, lassé d’être traité ainsi, Yanzheng se révolte, ce qui marque le début d'une guerre civile et fratricide. Très vite, les Tang du Sud se mêlent de la situation et proposent leur médiation. Si les hostilités semblent cesser, en réalité les deux frères reculent pour mieux sauter, chacun rassemblant ses forces avant d'affronter l'autre. Fin 941, Wang Yanxi s'autoproclame empereur et offre à Yanzheng le titre de Prince de Fusha pour l’apaiser. Vaine tentative, car les hostilités reprennent et petit à petit, Yanzheng prend l'avantage sur son aîné, au point de se proclamer empereur de Yin à l'automne 943.

### Fondation du royaume de Yin et chute de Min
En agissant ainsi, Wang Yanzheng fait donc sécession et fonde son propre État, qui englobe tout le nord du Fujian. Cet acte ne met pas fin aux hostilités, qui continuent de plus belle. Pendant ce temps, au sud, Wang Yanxi se prive de tous les soutiens les uns après les autres, par sa conduite de plus en plus autocratique et violente. Finalement, il est assassiné le 8 avril 944 par Zhu Wenjin (en) et Lian Chongyu (en), deux de ses proches qui craignaient un peu plus chaque jour d'être tués par leur empereur. Après le meurtre de Yanxi, Zhu et Lian massacrent méthodiquement tous les membres du clan Wang, y compris l'épouse et le prince héritier du défunt,.
Zhu Wenjin s’autoproclame empereur de Min et tente d’asseoir son pouvoir en mettant fin aux mesures les plus controversées de Yanxi : il arrête le somptueux programme de construction de palais lancé par le défunt, libère les très nombreuses femmes qui avaient été intégrées de force dans le harem impérial... Au nord, Wang Yanzheng ne reconnaît aucune légitimité au nouvel empereur et continue la guerre, cherchant, en vain, à s'emparer de la capitale. Le conflit s'enlise, jusqu’à ce que les Tang du Sud décident de profiter de la situation et lancent au début de l'an 945 une expédition militaire dans le but d'envahir et annexer le Min et le Yin. Wu Chengyi (吳成義), un général au service de Yanzheng, décide de tirer profit de la situation en répandant une rumeur voulant que les Tang viennent en fait aider les troupes du Yin. Le résultat ne se fait pas attendre, les défections dans les rangs du Min se multiplient, jusqu'à ce qu'un groupe de gardes du palais capturent et tuent Zhu Wenjin ainsi que Lian Chongyu, avant d'ouvrir les portes de la ville aux troupes de Chengyi.
Wang Yanzheng gagne donc la guerre et devient le souverain du Min réunifié, mais très provisoirement car l'invasion des Tang du Sud continue. Après une série de défaites, la capitale du Min tombe le 2 octobre 945 et Yanzheng se rend aux troupes ennemies, marquant ainsi la fin des royaumes de Min et de Yin.

## Extension territoriale du royaume de Min
La capitale du Royaume de Min se situe à Changle, qui porte maintenant le nom de Fuzhou. Pour l'essentiel, le territoire du royaume recouvre celui de l'actuelle province du Fujian, dans le sud-est de la Chine.

## Administration
Le territoire du royaume de Min est relativement isolé et accidenté, ce qui entraîne une prospérité et un développement économique moindres que dans les autres royaumes du sud de la Chine. La Cour de Min a tenté d'attirer des érudits pour essayer de construire un système bureaucratique et fiscal efficace, afin de mettre Min au même niveau que ses voisins. Le commerce maritime se développe au cours de cette période, la mer étant la voie de communication la plus rapide et la plus sûre entre le royaume et le reste de la Chine. Ce développement ouvre la voie à un accroissement du commerce maritime au niveau régional, qui va se poursuivre pendant les siècles suivants.

## Souverains de Min
| Noms de Temple ( Miao Hao 廟號) | Noms Posthumes ( Shi Hao 諡號 )                                                                      | Noms Personnels             | Dates des règnes | Noms d’ères (Nian Hao 年號) et leurs dates |
| ------------------------------- | --- | --------------------------- | ---------------- | ------------------------------------------ |
| Tàizǔ (太祖)                    | Zhōngyì Wáng (忠懿王)                                                                                | Wáng Shěnzhī (en) (王審知)  | 909–925          | Aucune ère proclamée                       |
| Aucun                           | Aucun                                                                                                | Wáng Yánhàn (en) (王延翰)   | 925–926          | Aucune ère proclamée                       |
| Hùizōng (惠宗)                  | Qísù Míngxiào Huángdì (齊肅明孝皇帝)                                                                 | Wáng Yànjūn] (en) (王延鈞)  | 926–935          | Lóngqǐ (龍啟) 933–935 Yǒnghé (永和) 935    |
| Kāngzōng (康宗)                 | Le nom choisi est tellement long et compliqué, qu'il n'est jamais utilisé pour désigner ce souverain | Wáng Jìpéng (en) (王繼鵬)   | 935–939          | Tōngwén (通文) 936–939                     |
| Jǐngzōng (景宗)                 | Le nom choisi est tellement long et compliqué, qu'il n'est jamais utilisé pour désigner ce souverain | Wáng Yánxī (en) (王延羲)    | 939–944          | Yǒnglóng (永隆) 939–944                    |
| Aucun                           | Aucun                                                                                                | Zhū Wénjìn (en) (朱文進)    | 944–945          | Aucune ère proclamée                       |
| Aucun                           | Tiāndé Dì (天德帝)                                                                                   | Wáng Yánzhèng (en) (王延政) | 943–945          | Tiāndé (天德) 943–945                      |

## Arbre généalogique des souverains du Min
|                                      |                                      |                                      |                                      |                                      |                                      |  |  | Wang Nin 王恁                                         |                                                       |                                                       |                                                       |                                                       |                                                       |  |  |                                                    |                                                    |                                                    |                                                    |                                                    |                                                    |  |  |                                                       |                                                       |                                                       |                                                       |                                                       |                                                       |  |  |  |  |  |  |  |  |  |  |  |  |  |  |  |  |  |  |
|                                      |                                      |                                      |                                      |                                      |                                      |  |  |                                                       |                                                       |                                                       |                                                       |                                                       |                                                       |  |  |                                                    |                                                    |                                                    |                                                    |                                                    |                                                    |  |  |                                                       |                                                       |                                                       |                                                       |                                                       |                                                       |  |  |  |  |  |  |  |  |  |  |  |  |  |  |  |  |  |  |
|                                      |                                      |                                      |                                      |                                      |                                      |  |  |                                                       |                                                       |                                                       |                                                       |                                                       |                                                       |  |  |                                                    |                                                    |                                                    |                                                    |                                                    |                                                    |  |  |                                                       |                                                       |                                                       |                                                       |                                                       |                                                       |  |  |  |  |  |  |  |  |  |  |  |  |  |  |  |  |  |  |
| Wang Chao 王潮 b.846-d.898           | Wang Chao 王潮 b.846-d.898           | Wang Chao 王潮 b.846-d.898           | Wang Chao 王潮 b.846-d.898           | Wang Chao 王潮 b.846-d.898           | Wang Chao 王潮 b.846-d.898           |  |  | Wang Shenzhi 王審知 b.862–d.925 Tàizǔ 太祖 r.909－925 | Wang Shenzhi 王審知 b.862–d.925 Tàizǔ 太祖 r.909－925 | Wang Shenzhi 王審知 b.862–d.925 Tàizǔ 太祖 r.909－925 | Wang Shenzhi 王審知 b.862–d.925 Tàizǔ 太祖 r.909－925 | Wang Shenzhi 王審知 b.862–d.925 Tàizǔ 太祖 r.909－925 | Wang Shenzhi 王審知 b.862–d.925 Tàizǔ 太祖 r.909－925 |  |  | Wang Shengui 王審邽 b.858－d.904                   | Wang Shengui 王審邽 b.858－d.904                   | Wang Shengui 王審邽 b.858－d.904                   | Wang Shengui 王審邽 b.858－d.904                   | Wang Shengui 王審邽 b.858－d.904                   | Wang Shengui 王審邽 b.858－d.904                   |  |  |                                                       |                                                       |                                                       |                                                       |                                                       |                                                       |  |  |  |  |  |  |  |  |  |  |  |  |  |  |  |  |  |  |
| Wang Chao 王潮 b.846-d.898           | Wang Chao 王潮 b.846-d.898           | Wang Chao 王潮 b.846-d.898           | Wang Chao 王潮 b.846-d.898           | Wang Chao 王潮 b.846-d.898           | Wang Chao 王潮 b.846-d.898           |  |  | Wang Shenzhi 王審知 b.862–d.925 Tàizǔ 太祖 r.909－925 | Wang Shenzhi 王審知 b.862–d.925 Tàizǔ 太祖 r.909－925 | Wang Shenzhi 王審知 b.862–d.925 Tàizǔ 太祖 r.909－925 | Wang Shenzhi 王審知 b.862–d.925 Tàizǔ 太祖 r.909－925 | Wang Shenzhi 王審知 b.862–d.925 Tàizǔ 太祖 r.909－925 | Wang Shenzhi 王審知 b.862–d.925 Tàizǔ 太祖 r.909－925 |  |  | Wang Shengui 王審邽 b.858－d.904                   | Wang Shengui 王審邽 b.858－d.904                   | Wang Shengui 王審邽 b.858－d.904                   | Wang Shengui 王審邽 b.858－d.904                   | Wang Shengui 王審邽 b.858－d.904                   | Wang Shengui 王審邽 b.858－d.904                   |  |  |                                                       |                                                       |                                                       |                                                       |                                                       |                                                       |  |  |  |  |  |  |  |  |  |  |  |  |  |  |  |  |  |  |
|                                      |                                      |                                      |                                      |                                      |                                      |  |  |                                                       |                                                       |                                                       |                                                       |                                                       |                                                       |  |  |                                                    |                                                    |                                                    |                                                    |                                                    |                                                    |  |  |                                                       |                                                       |                                                       |                                                       |                                                       |                                                       |  |  |  |  |  |  |  |  |  |  |  |  |  |  |  |  |  |  |
| Wang Yanhan 王延翰 r.925－926; d.927 | Wang Yanhan 王延翰 r.925－926; d.927 | Wang Yanhan 王延翰 r.925－926; d.927 | Wang Yanhan 王延翰 r.925－926; d.927 | Wang Yanhan 王延翰 r.925－926; d.927 | Wang Yanhan 王延翰 r.925－926; d.927 |  |  | Wang Yanjun 王延鈞 d.935 Huìzōng 惠宗 r.927－935      | Wang Yanjun 王延鈞 d.935 Huìzōng 惠宗 r.927－935      | Wang Yanjun 王延鈞 d.935 Huìzōng 惠宗 r.927－935      | Wang Yanjun 王延鈞 d.935 Huìzōng 惠宗 r.927－935      | Wang Yanjun 王延鈞 d.935 Huìzōng 惠宗 r.927－935      | Wang Yanjun 王延鈞 d.935 Huìzōng 惠宗 r.927－935      |  |  | Wang Yanxi 王延羲 d.944 Jǐngzōng (景宗) r.939－944 | Wang Yanxi 王延羲 d.944 Jǐngzōng (景宗) r.939－944 | Wang Yanxi 王延羲 d.944 Jǐngzōng (景宗) r.939－944 | Wang Yanxi 王延羲 d.944 Jǐngzōng (景宗) r.939－944 | Wang Yanxi 王延羲 d.944 Jǐngzōng (景宗) r.939－944 | Wang Yanxi 王延羲 d.944 Jǐngzōng (景宗) r.939－944 |  |  | Wang Yanzheng 王延政 d.951 Tiande (天德帝) r.943－945 | Wang Yanzheng 王延政 d.951 Tiande (天德帝) r.943－945 | Wang Yanzheng 王延政 d.951 Tiande (天德帝) r.943－945 | Wang Yanzheng 王延政 d.951 Tiande (天德帝) r.943－945 | Wang Yanzheng 王延政 d.951 Tiande (天德帝) r.943－945 | Wang Yanzheng 王延政 d.951 Tiande (天德帝) r.943－945 |  |  |  |  |  |  |  |  |  |  |  |  |  |  |  |  |  |  |
| Wang Yanhan 王延翰 r.925－926; d.927 | Wang Yanhan 王延翰 r.925－926; d.927 | Wang Yanhan 王延翰 r.925－926; d.927 | Wang Yanhan 王延翰 r.925－926; d.927 | Wang Yanhan 王延翰 r.925－926; d.927 | Wang Yanhan 王延翰 r.925－926; d.927 |  |  | Wang Yanjun 王延鈞 d.935 Huìzōng 惠宗 r.927－935      | Wang Yanjun 王延鈞 d.935 Huìzōng 惠宗 r.927－935      | Wang Yanjun 王延鈞 d.935 Huìzōng 惠宗 r.927－935      | Wang Yanjun 王延鈞 d.935 Huìzōng 惠宗 r.927－935      | Wang Yanjun 王延鈞 d.935 Huìzōng 惠宗 r.927－935      | Wang Yanjun 王延鈞 d.935 Huìzōng 惠宗 r.927－935      |  |  | Wang Yanxi 王延羲 d.944 Jǐngzōng (景宗) r.939－944 | Wang Yanxi 王延羲 d.944 Jǐngzōng (景宗) r.939－944 | Wang Yanxi 王延羲 d.944 Jǐngzōng (景宗) r.939－944 | Wang Yanxi 王延羲 d.944 Jǐngzōng (景宗) r.939－944 | Wang Yanxi 王延羲 d.944 Jǐngzōng (景宗) r.939－944 | Wang Yanxi 王延羲 d.944 Jǐngzōng (景宗) r.939－944 |  |  | Wang Yanzheng 王延政 d.951 Tiande (天德帝) r.943－945 | Wang Yanzheng 王延政 d.951 Tiande (天德帝) r.943－945 | Wang Yanzheng 王延政 d.951 Tiande (天德帝) r.943－945 | Wang Yanzheng 王延政 d.951 Tiande (天德帝) r.943－945 | Wang Yanzheng 王延政 d.951 Tiande (天德帝) r.943－945 | Wang Yanzheng 王延政 d.951 Tiande (天德帝) r.943－945 |  |  |  |  |  |  |  |  |  |  |  |  |  |  |  |  |  |  |
|                                      |                                      |                                      |                                      |                                      |                                      |  |  | Wang Jipeng 王繼鵬 d.939 Kāngzōng (康宗) r.935－939   |                                                       |                                                       |                                                       |                                                       |                                                       |  |  |                                                    |                                                    |                                                    |                                                    |                                                    |                                                    |  |  |                                                       |                                                       |                                                       |                                                       |                                                       |                                                       |  |  |  |  |  |  |  |  |  |  |  |  |  |  |  |  |  |  |

## Voir également
- Période des Cinq Dynasties et des Dix Royaumes